# 독일의 대외 관계
독일 연방 공화국(독일)은 중앙유럽에 위치한 나라로 유럽 연합(EU), G8, G20, 경제협력개발기구 그리고 북대서양 조약 기구(NATO)의 회원국이다. 독일은 229개의 해외 사절단 망을 가지고 있으며 190개국이 넘는 나라와 외교관계를 맺고 있다. 독일은 빠르게 산업화가 이루어진 나라 중 하나로, 유럽 연합과 국제 정세에 있어 강대국으로 인식되고 있다.

## 지역별 대외 관계

### 아시아

#### 대한민국
독일과 대한민국은 1883년 11월 26일 독일전권대신 주(駐)요코하마 독일총영사 에드워드 잡페(Edward Zappe)와 조선전권대신 민영목간에 통상조약을 체결하면서 외교관계를 맺었다가 경술국치로 불가피하게 끊어졌다. 대한민국은 서독간의 외교관계는 1955년 12월 1일 재개되었다. 이후 서독은 대한민국의 경제발전에 많은 지원을 해 주었다. 대한민국의 대(對)독일 수출은 107억 218만USD, 독일의 대(對)대한민국 수출은 143억 489만USD(각 2010년)에 달하여, 독일은 대한민국에 있어서 제8위의 수출국, 제6위의 수입국이다. 과거 분데스리가에서 차범근, 이영표. 차두리 등의 축구 선수들이 활약하였고, 현재는 구자철, 지동원, 홍정호, 박주호 등 젊은 선수들이 활동하고 있다. 한국에서 독일로 가는 항공편은 대한항공과 아시아나항공의 인천~프랑크푸르트 노선과 루프트한자의 부산-인천-뮌헨 노선 (이 노선의 경우, 부산-인천 구간만의 탑승은 불가능하다.)이 있으나, 인도네시아에서 독일로 가는 경우와 같이 홍콩이나 싱가포르를 경유하여 독일로 가기도 한다.
미국, 터키, 아르헨티나 다음으로 독일과의 관계가 좋다.

#### 중화인민공화국
현재 중국-독일 관계는 1972년에 수교하였으며, 청나라 시절부터 관계가 있었다. 의화단 운동때에는 서방 연합군을 지원하였다.

#### 방글라데시
1971년 방글라데시의 독립 이후, 독일은 방글라데시의 주권을 공식적으로 인정한 세계에서 세 번째, 유럽에서는 최초의 나라였다. 방글라데시 역시 독일의 통일을 반겼다고 한다. 독일은 유럽연합(EU)의 중요한 일원이자 경제 강국으로서, 개발 협력에 있어서 방글라데시의 신뢰할 수 있는 파트너이다. 외교 관계의 수립 이후, 독일과 방글라데시 양자 간의 관계가 지속적으로 성장하기 시작했다고 한다. 방글라데시는 독일 개발 협력(GTZ)의 우선순위 파트너 국가이며, 독일과의 무역에서 수년간 대규모 흑자를 기록할 수 있었다. 독일은 방글라데시에게 미국 다음으로 두 번째로 큰 수출 시장이다. 방글라데시와 독일의 문화적 관계 또한 매우 강하다. 방글라데시와 독일 사이에 문화 협력은 주로 지역과 독일의 문화 활동을 후원함으로써 두 나라 간의 문화적 유대관계를 증진시키는 일을 하는 Goethe Institute(괴테 협회)를 통해 이루어진다. 독일과 방글라데시는 다양한 국제 문제에 대한 공통적인 관점을 공유하며 UN 및 다른 국제 포럼에서도 협동하고 있다. 그들은 넓은 범위의 분야에서 우호적인 관계를 증진시키고 유지해왔다. 두 나라는 상호 합의가 된 다양한 분야들에 대한 헌신으로 서로 조화를 이루며 이는 앞으로 더욱 강화될 것으로 보인다.

#### 아프가니스탄
독일은 아프가니스탄의 자주권을 인정했던 최초의 국가들 중 하나였던 이래로 아프가니스탄과 역사적으로 친밀한 관계를 유지하였다. 독일은 카불에 대사관을 두었고, 아프가니스탄은 베를린에 대사관을, 본에는 영사관을 유지하고 있다. 아프가니스탄과 독일은 1935년 아프가니스탄이 영국과 러시아를 지지하던 기존의 역사적 관습을 깨려는 노력과 함께 긴밀한 유대 관계를 설립하게 되었다. 아프가니스탄은 제2차 세계 대전 대부분의 기간 동안 이탈리아와 독일의 외교 군단을 추방하라는 모스크바와 런던으로부터의 요구에 저항하였다.

#### 인도
인도는 냉전시기동안 서독과 동독 양 쪽 모두와 외교 관계를 유지하였다. 베를린 장벽이 무너지고 독일이 통일한 이후부터 인도와 독일의 친밀한 관계는 더욱 증진되었다. 인도 독일 대사 Bernd Mutzelburg는 독일과 인도가 그저 ‘자연발생적인 파트너’가 아니라, 글로벌화 된 세계 속에서 서로에게 중요한 국가들이라고 하였다. 독일은 인도에게 유럽 최대의 무역 파트너이다. 독일 수상 Angela Merkel과 인도 총리 Manmohan은 최근에 서로의 국가를 방문하였다고 한다. 또한 두 나라는 유엔안전보장이사회 상임이사국에 진출하기 위해 노력하고 있기도 하다. 두 나라는 모두 강력한 자유 민주주의 국가들이라는 점에서 비슷한 목표들을 공유한다. UN 개혁안, 테러리즘과 기후 변화와의 싸움, 그리고 과학·교육·기술·인권의 증진 등은 두 나라의 공통된 관심사이며, 양국이 협력하는 분야들이기도 하다. 문화적으로도 인도와 독일의 작가와 철학자들은 서로 영향을 주고받았다. 최근 독일은 농촌지역 인도인들의 교육과 기술 개발에 투자하기도 하였다. 또한 독일은 ‘인도-미국 핵 협정’에 동의한 최초의 국가들 중 하나였다고 한다.

#### 일본
독일은 제1차 세계대전에서는 일본의 적대국이었지만 제2차 세계대전에서 함께 추축국으로서 연합국과 맞서 싸웠다. 대전 후, 양국은 잿더미에서 기적적인 부흥을 이뤄낸 경제대국이고, 중요한 파트너로서 일본에 있어 독일은 영국, 프랑스를 앞지르고 유럽 최대의 무역 상대국이 되었다. 또한 정치적인 측면에서도 독일은 일본과 함께 상임이사국을 노리는 G4 국가의 파트너로서 행동하고 있다. 제2차 세계대전 이후 일본과 독일은 정치적 성향이 일치하고 있다.

#### 조선민주주의인민공화국
조선민주주의인민공화국과의 관계는 1990년 10월 3일 독일 통일로 동독과의 외교관계가 끊겼으나 2001년 3월 1일에 다시 수교하였다.

#### 파키스탄
파키스탄과 독일은 매우 가까운 역사적 관계를 가지고 있다. 독일은 파키스탄의 네 번째 주요 무역 파트너이고 EU에서는 가장 주요한 무역 파트너이다. 독일은 무역, 개발, 군사, 과학과 문화적 협력에 있어서 신뢰 할 수 있는 파트너가 되어왔다. 독일과 파키스탄 사이의 협력 관계는 파키스탄 국가의 설립으로 거슬러 올라간다. 독일의 대사관은 이슬라마바드에, 총영사관은 카라치에, 영사관은 라호르에 있는 반면, 파키스탄의 대사관은 베를린에 있고 총영사관은 프랑크푸르트에 자리 잡고 있다. 독일은 53,668명의 파키스탄 이민자들의 터전이기도 하다.

### 유럽

#### 러시아
제2차 세계 대전을 앞두고 나치 독일과 소련은 독일-소련 불가침 조약(1939년 8월 23일)을 맺었다. 이 조약에서 양국은 폴란드 등을 분할, 점령하기로 합의하였다. 그러나 1941년 6월 독일은 불가침 조약을 깨고 소련과 여타 동유럽을 침공하였다. 이 때부터 1944년까지 소련이 점령하던 지역은 독일의 오스틀란트(Ostland)의 일부가 되었다.(몰다비아 소비에트 사회주의 공화국 제외) 그 후 소련은 동부 전선에서 일련의 전투를 치르며 독일을 서쪽으로 밀어냈다.

#### 루마니아
루마니아는 제1차 세계 대전 중에 연합국에 가담하여 한때 전 국토가 오스트리아-헝가리 제국과 독일 제국군에 점령당하여 동맹국에 항복을 한 바가 있었다(부쿠레슈티 강화 조약).

#### 슬로베니아
독일과 슬로베니아는 좋은 관계를 맺고 있다. 두 나라는 1992년 1월 15일에 외교 관계를 맺었다.
독일은 류블 랴나에 대사관이 있다. 슬로베니아는 베를린에 대사관이 있고 뮌헨에 일반 영사관 있다. 두 나라는 NATO의 정회원이고 유럽 연합 (EU)이다.
독일에 50,000명 이상의 슬로베니아 사람이 살고 있다. 유고 슬라비아에서 슬로베니아가 독립을 선언했을 때 독일은 슬로베니아의 결정에 대한 강력한 옹호자였다. 또한 독일은 슬로베니아의 민주화와 시장 개혁을 촉진하기 위한 종합 컨설팅 및 지원 프로그램을 제정했다.

#### 영국
영국은 베를린에 대사관이 있고 뒤셀도르프와 뮌헨에 총영사관이 있다. 또한 브레멘, 프랑크푸르트, 함부르크, 하노버, 킬, 뉘른베르크와 슈투트가르트에 명예 영사관이 있다.
독일은 런던에 대사관이 있고 에든버러에 총영사관이 있다. 또한 에버든, 바로우, 벨파스트, 코번 트리, 브리스톨, 카디프, 웨스트 도버, 글래스고, 건지, 뉴저지, 커크, 리즈, 러윅, 리버풀, 미들즈브러, 뉴캐슬 어폰 타인, 플리머스와 사우 샘프 턴에, 명예 영사관이 있다.
두 나라는 유럽 연합과 NATO의 일원이다. 독일과 영국은 강력한 경제 협력 관계를 이루고 있다. 1990년 국무총리 마가렛 대처는 독일 통일을 반대했지만, 결국 독일 통일에 대한 최종합의에 동의한다.

#### 이탈리아
독일과 이탈리아는 세계 대전 동안 축의 일원이었고 지속적인 우호 관계를 유지 하여 왔다. 두 나라는 유럽 연합의 정회원이다.
이탈리아는 프랑크푸르트 프라이 부르크, 함부르크, 하노버, 뮌헨, 뉘른베르크, 사르와 슈투트가르트, 바덴 뷔 르템 베르크 베를린과 총영사관에 대사관이 있다.
독일은 로마, 밀라노, 나폴리에 총영사관과 대사관이 있다.

#### 코소보
코소보 2008년 2월 17일에 세르비아로부터 독립을 선언하고 독일은 2008년 2월 20일 이것을 인정했다.
독일은 2008년 2월 27일 프리 슈 티나에 대사관을 개설했다.
코소보는 베를린, 슈투트가르트, 바덴 뷔 르템 베르크, 프랑크 프르트에 대사관과 영사관이 있다.
독일은 미국 다음으로 코소보에 영향력 있는 원조국이다.
독일은 현재 NATO 주도하에 코소보의 평화 유지군을 가지고 있다.

#### 폴란드
제2차 세계대전으로 인하여 독일과 폴란드의 관계는 더 이상 악화될 수 없을 때까지 악화되었다. 하지만 나치가 패망한 이후 서서히 외교관계를 회복하고 있다.

#### 프랑스
프랑스 혁명(1789년)으로 알자스 지방에 독일군주들이 갖고 있던 소유권이 영향을 받게 되자 프랑스와 독일군주들간의 긴장관계가 야기되었다.

#### 헝가리
955년 아우크스부르크 부근에서 일어난 레히펠트 전투에서 오토 1세(재위: 936년 - 973년)의 군대에 패해 지휘관들이 처형당했다. 이 사건을 계기로 헝가리는 최소한 서부 유럽에 있어서는 일시적으로 약탈을 중단하고, 보다 평화적인 방향으로 노선을 바꾸게 된다. 오토 3세(재위: 991년 - 1002년)는 헝가리의 그란(현재의 에스테르곰)에 주교 통치 지역을 건설하여 이슈트반 1세를 헝가리의 왕으로 추대(1000년) :53하고, 헝가리 왕국을 건국하게 하였다. 이렇게 해서 헝가리는 중앙유럽에 위치한 가톨릭 국가로서의 길을 걷기 시작했다. 20세기 초, 미클로시 호르티의 헝가리는 영토를 상실함에 따른 반작용으로 차츰 우경화되었다. 호르티는 수정주의 정책을 실시하고 이탈리아 파시스트와 독일 나치의 접근을 용이하게 한다.:200 이리하여 헝가리는 1930년대에 나치 독일의 강요로 동맹 관계를 맺었다. 히틀러는 헝가리에 있는 유대인들을 학살하기 위해 헝가리를 침공하여 호르티를 나치 합작자로 대체해야 했다.

#### 우크라이나
우크라이나-독일 관계는 우크라이나 입장에서는 2차 대전때에는 환영군이라는 환상을 가지고 있었으나, 나치 독일이 우크라이나 민간인을 죽이기도 하였으며, 현 상황은 조금씩 양호적으로 풀리고 있다.

### 남아메리카

#### 아르헨티나
아르헨티나의 인구구성이 1위가 스페인계, 2위가 이탈리아계이며 독일계는 그 뒤를 이은 3위이다. 이 때문에 여러 가지 부분에서 친분을 쌓고 있다. 문제는 좋은점과 그렇지 못한 점 양쪽 모두에서 독일과 아르헨티나가 상호협력관계라는 점인데 이 때문에 나치의 전범들이 제 2차 세계대전에서 패망하자 모두 아르헨티나로 도주했다. 하지만 독일 정부의 요청으로 1990년대 이후에 이르러서야 나치 전범들의 상당수를 체포해서 재판에 회부하고 있는 상황이다.

## 주해
1. ↑  상세한 것은 독일-소련 불가침 조약을 참조.
2. ↑  상세한 것은 동부 전선을 참조.

## 같이 보기
- 영국-독일 해군력 경쟁
- 독일의 재외공관 목록

## 참고 문헌
1. ↑  “국가별 수출입”. 한국무역협회. 2011년 11월 2일에 원본 문서에서 보존된 문서. 2013년 10월 30일에 확인함.
2. ↑  “E. Germany Recognizes Bangladesh”. Ocala, Florida, USA: Ocala Star-Banner, via Google News. Associated Press. 1972년 1월 11일.
3. ↑  김용구. 《세계외교사》 1995(上•下 合本)판. 서울대학교 출판부. 2쪽. ISBN 89-7096-413-4. 프랑스혁명은 결국 프랑스의 순수한 국내문제로 남아 있을 수 없게 되었다. 알사스지방에 독일군주들이 갖고 있던 소유권이 혁명으로 영향을 받게 되자 독일군주들과의 긴장관계가 야기되었다.
4. ↑  박래식 저, 《이야기 독일사:게르만 민족에서 독일의 통일까지》 청아출판사(2006)   ISBN 89-368-0354-9
5. ↑  조르주 뒤비 지음, 채인택 옮김, 《지도로 보는 세계사》, 생각의 나무 (2006)